# Pedregal (Panama, David)
Pour les articles homonymes, voir Pedregal.
Pedregal est un corregimiento situé dans le district de David, province de Chiriquí, au Panama. En 2010, la localité comptait 17 516 habitants.